# Ndjantibda
Ndjantibda est un village de la région du Centre du Cameroun, situé dans la commune de Makak. 

## Population et développement
En 1962, la population de Ndjantibda était de 270 habitants. La population de Ndjantibda était de 558 habitants dont 303 hommes et 255 femmes, lors du recensement de 2005.     